# Weißstorch
Der Weißstorch (Ciconia ciconia), auch Klapperstorch genannt, ist eine Vogelart aus der Familie der Störche (Ciconiidae). Er war 1984 und 1994 in Deutschland Vogel des Jahres.

## Gestalt und Lautäußerungen
Weißstörche sind etwa 80 bis 100 cm lang und haben eine Flügelspannweite von etwa 200 bis 220 cm. Bis auf die schwarzen Schwungfedern ist das Federkleid rein weiß, Schnabel und Beine sind rötlich. Weißstörche haben ein Gewicht von etwa 2,5 bis 4,5 kg. Es ist kein ausgeprägter Geschlechtsdimorphismus erkennbar. Zwar sind die Schnäbel der männlichen Weißstörche oft signifikant länger als die der Weibchen, durch Überlappung der durchschnittlichen Schnabellänge ist dies aber oftmals kein eindeutiges Merkmal.
Die Stimme des Weißstorchs ist nur schwach ausgeprägt. Er verständigt sich durch Klappern mit dem Schnabel, deshalb wird er auch Klapperstorch genannt. Geklappert wird zur Begrüßung des Partners am Nest und zur Verteidigung gegen Nestkonkurrenten. Auch das Balzritual geht mit ausgiebigem gemeinsamem Schnabelklappern einher.

## Ernährung
Der Weißstorch ernährt sich von Kleintieren wie Regenwürmern, Insekten, Schnecken, Froschlurchen, Maulwürfen, Mäusen, Ratten, Spitzmäusen, Fischen, Eidechsen, Schlangen sowie von Aas. Selten frisst er Eier und Nestlinge anderer Vögel, vor allem bodenbrütender Arten. Er ist auf keine Nahrung spezialisiert, sondern frisst Beute, die häufig vorhanden ist. Deshalb bezeichnet man den Weißstorch als Nahrungsopportunisten. Auf der Insel Föhr ernähren sich die Weißstörche auch aus dem Wattenmeer und fressen dabei Krabben und Fische.
Seine Jagdmethode ist höchst charakteristisch und macht ihn schon aus weiter Entfernung erkennbar: Er schreitet auf der Suche nach Beute durch Wiesen und Sumpfland und stößt dann blitzartig mit dem Schnabel auf seine Beute herab. Daneben kann er auch wie ein Reiher mit angewinkelten Beinen an einem Mauseloch lauern und dann plötzlich zustoßen. In seichten Gewässern durchschnäbelt er das Wasser nach Beute.

## Nahrungsmenge
Weißstörche benötigen täglich etwa ein Siebtel ihres Körpergewichts an Nahrung, was bei einem gemittelten Körpergewicht von 3,5 Kilogramm eines Weißstorches etwa 500 Gramm an notwendiger Nahrungsaufnahme entspricht. Dies bezieht sich auf größere Jagdbeute wie z. B. Mäuse oder Aas. Große Beutestücke bis knapp 1000 Gramm können nur als ganzes Stück verschlungen werden, da der Storchenschnabel für das Zerlegen von Beute und Aas nicht geeignet ist. Bei Kleinsttier-Nahrung wie Regenwürmern oder Insekten ist für den Storch eine deutlich höhere tägliche Nahrungsmenge erforderlich. Bei der Jagd und der Nahrungssuche kennt der Storch keine Beschränkungen hinsichtlich der Beuteart, lediglich bei der Aufzucht des ganz jungen Nachwuchses wird gezielt nach Regenwürmern, Insekten oder kleinen Fröschen gesucht.

## Nist- und Brutverhalten

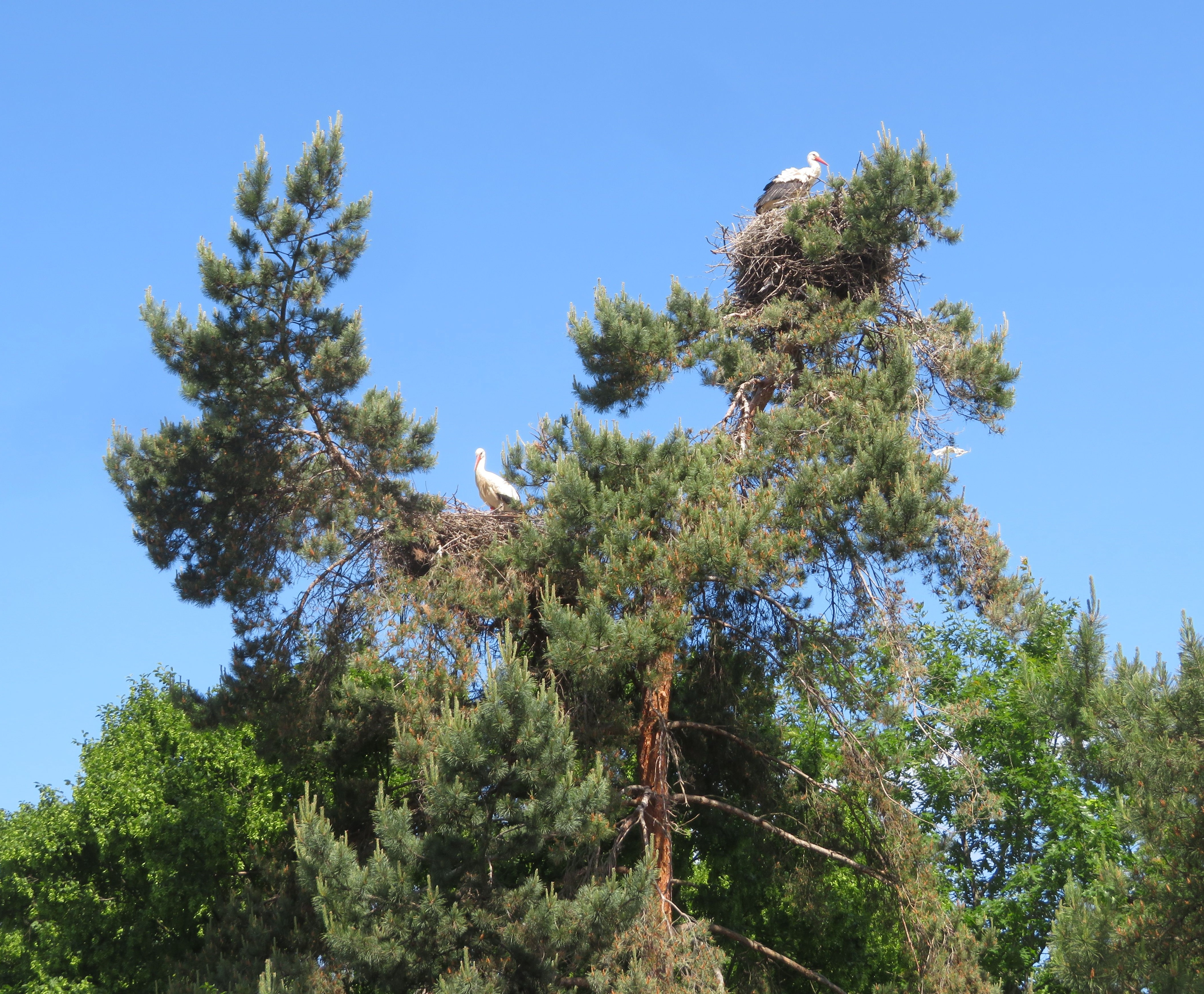
Störche an einem natürlichen Nistplatz

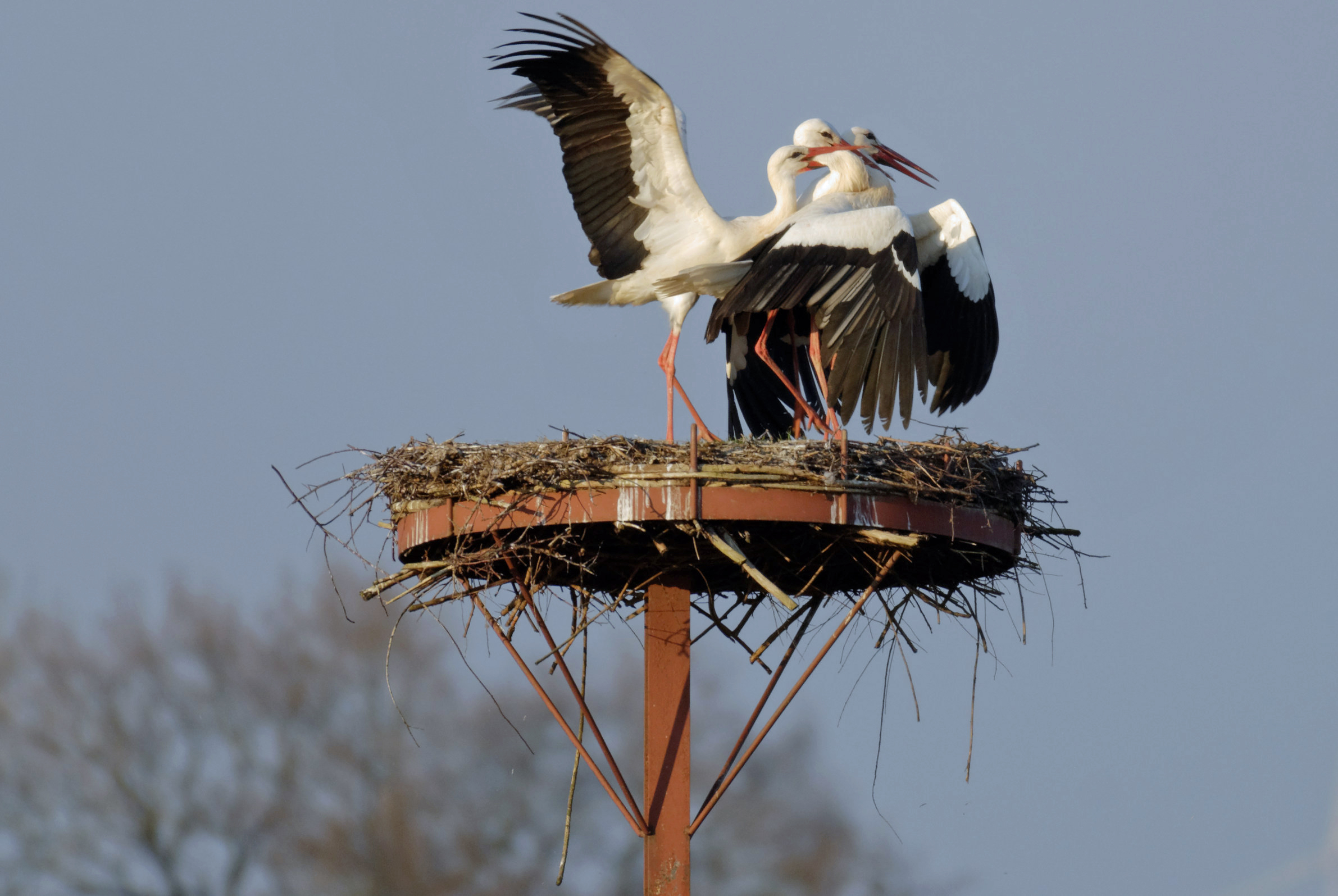
Konkurrierende Weißstörche beim Nestkampf auf einer für sie gebauten Nistplattform

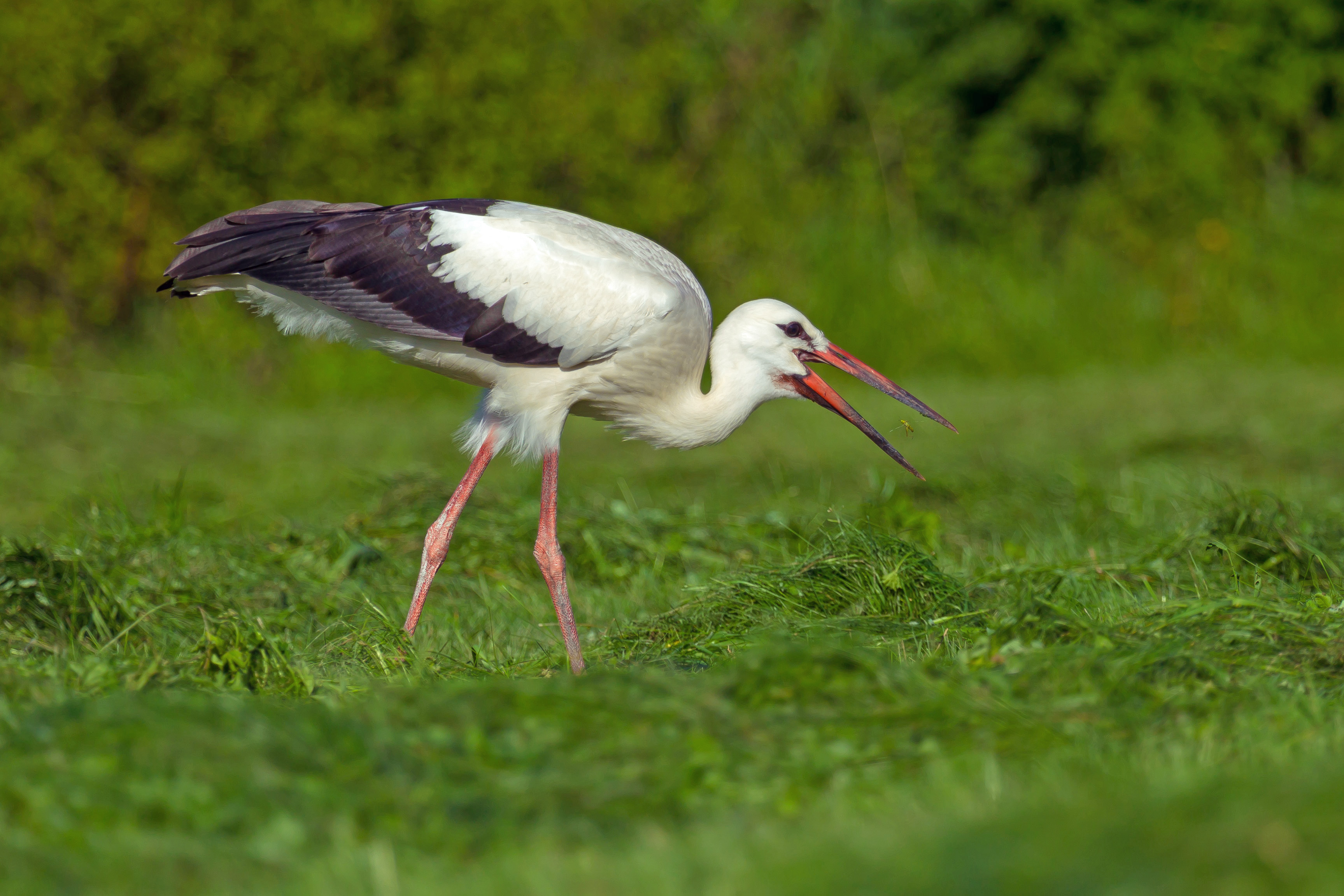
Junger Weißstorch bei der Nahrungssuche

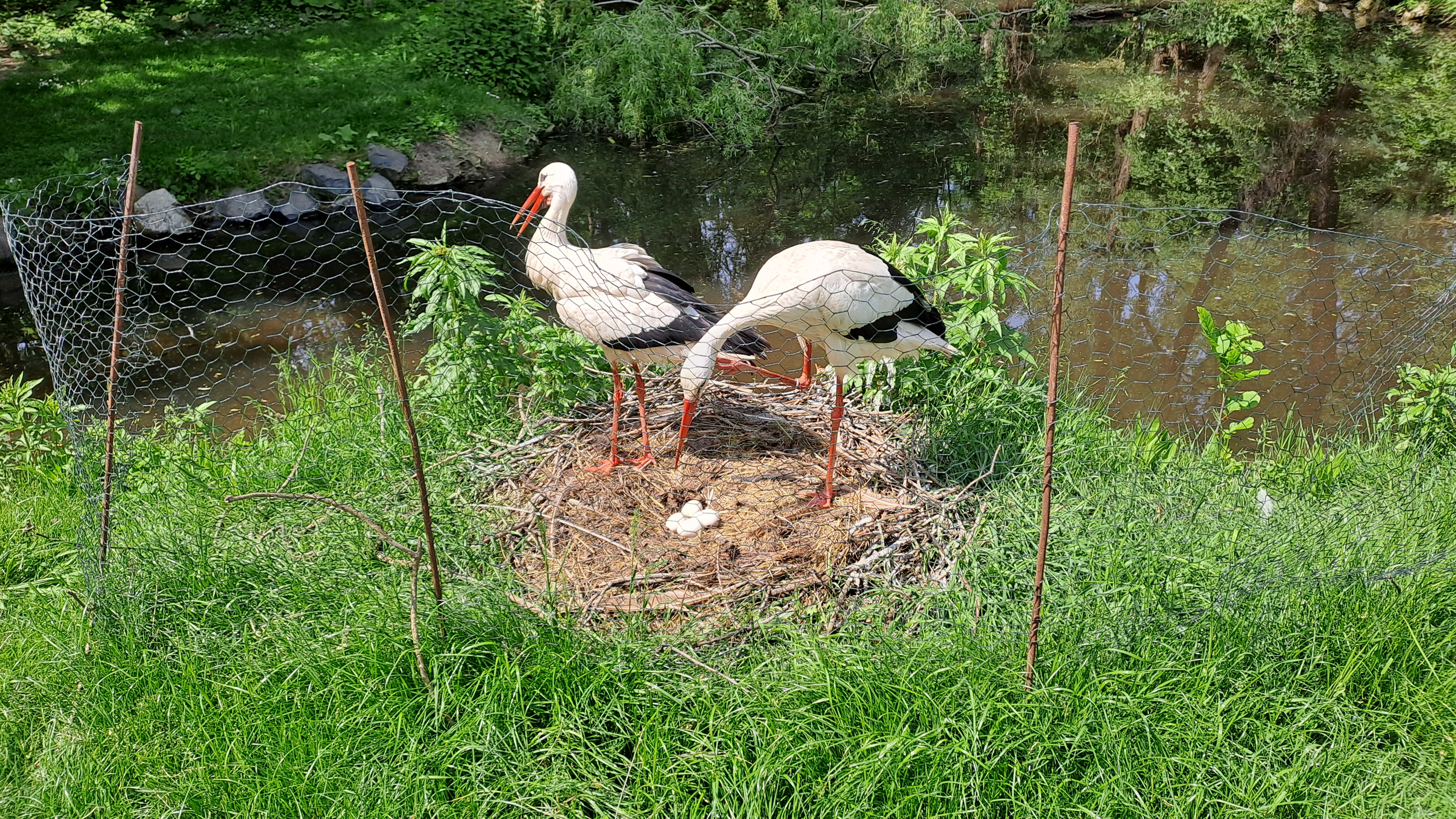
Storchennest mit Eiern im Steppentierpark Pamhagen im Mai 2023

Der Weißstorch, der ein Alter von über 35 Jahren erreichen kann, nistet auf Felsvorsprüngen, Bäumen, Gebäuden und Strommasten. Er besiedelt offene und halboffene Landschaften. Dabei bevorzugt er feuchte und wasserreiche Gegenden wie Flussauen und Grünlandniederungen. Er brütet in Europa von Spanien bis Russland, in Vorderasien von der Türkei bis in den Kaukasus sowie in Nordafrika. Weißstörche werden im Alter von etwa vier Jahren geschlechtsreif.
Der Nistplatz der Weißstörche wird als Horst bezeichnet. Die Brutzeit erstreckt sich von Anfang April bis Anfang August. Dabei wählt das früher ankommende Männchen den Standort so, dass sich in rund drei bis fünf Kilometer Umkreis ausreichend große Nahrungsgründe finden. Die Verknappung solcher Gebiete selbst im ländlichen Raum Süddeutschlands führt dazu, dass man kaum noch die früheren großen Storchenkolonien mit bis zu fünf Horsten auf einem Hausdach oder mehr als 50 Nestern in einem Dorf findet.
Da ein Storchenpaar seinem Horst über Jahrzehnte treu bleibt und der Nestbau nie abgeschlossen wird, kann der Horst eine Höhe von mehreren Metern und ein Gewicht von zwei Tonnen erreichen – kein anderer europäischer Vogel betreibt einen derart großen Nestbau. Der Wechsel eines Nests geschieht in der Regel dann, wenn sich das Männchen mit einem neuen Weibchen paart oder im Vorjahr ein Bruterfolg ausblieb.
In der Obhut eines Tierparks kann es bei Anfütterung auch zur Überwinterung eines Storchenpaares am Nistplatz kommen. Das Gelege besteht aus 2 bis 8 Eiern, durchschnittlich aus 3,81 Eiern, weiß mit feiner Körnung und doppelt so groß wie ein Hühnerei. Die Brutzeit, in der beide Partner abwechselnd brüten, dauert 30 bis 32 Tage; durchschnittlich werden dabei 2,96 Jungstörche ausgebrütet. Die anschließende Nestlingszeit dauert zwischen 58 und 64 Tagen. Der Bruterfolg pro Nest ist in Mitteleuropa weitgehend unabhängig von der menschlichen Besiedelungsdichte in der Umgebung.
Der hohe Aufwand bei der Brutpflege hat jedoch auch seine Nachteile. Bei einem zu knappen Nahrungsangebot kann es bei Weißstörchen zu Infantizid, dem Töten des eigenen Nachwuchses, kommen. In der Regel opfern die Altvögel in solchen Fällen das schwächste Junge, bzw. die schwächeren Jungtiere, um die Überlebenschancen für den Rest der Brut zu erhöhen.

## Zugverhalten

Verbreitung und Zugwege des Weißstorchs

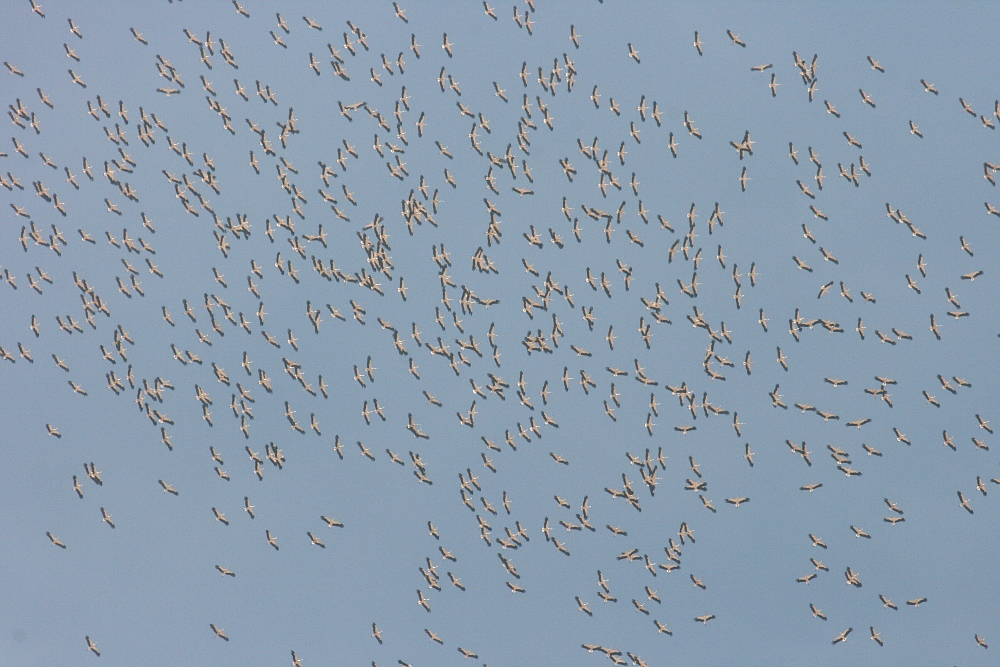
Ein Schwarm Weißstörche während des Herbstzuges über Israel

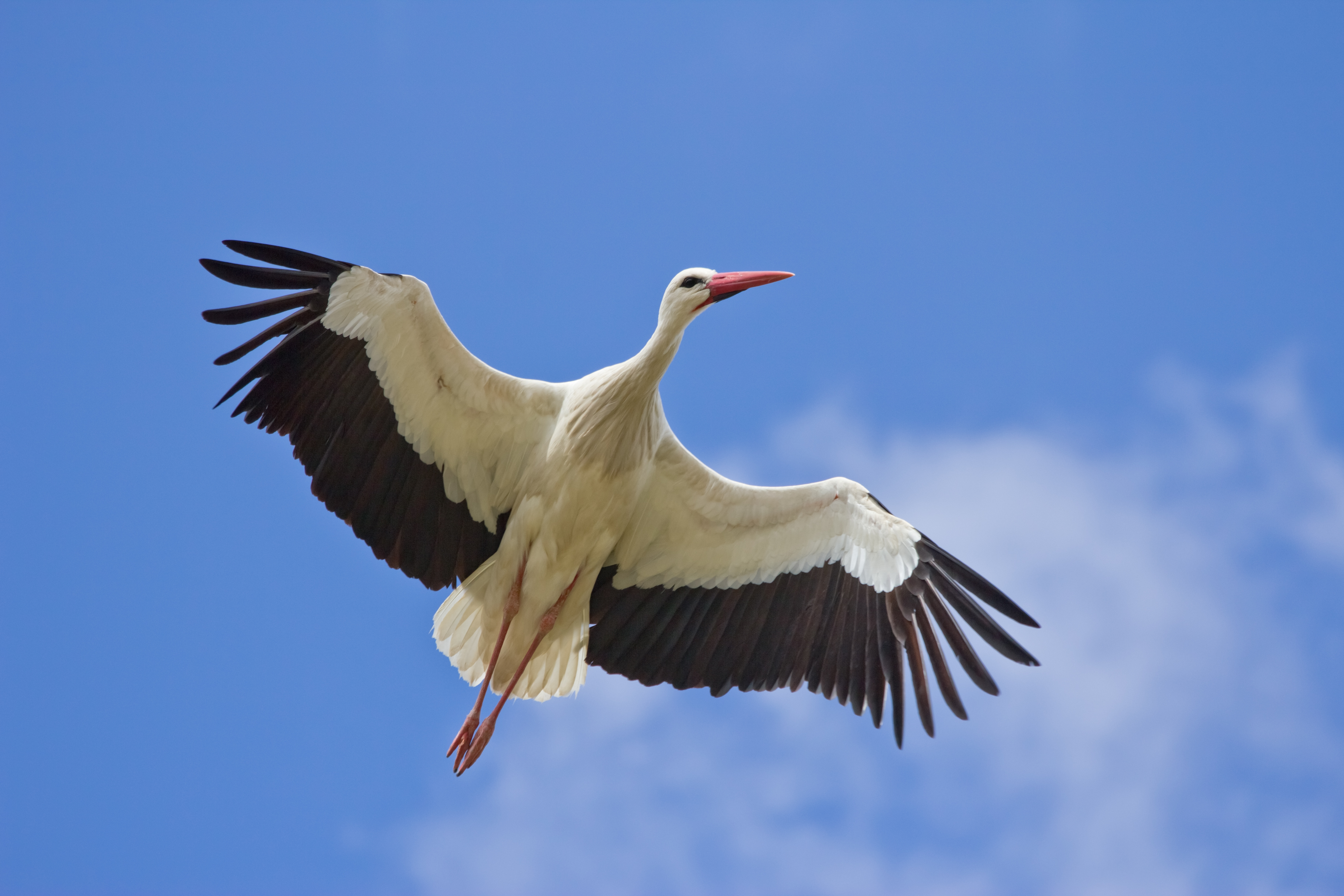
Weißstorch im Flug

Der Weißstorch ist ein Zugvogel, der meistens jährlich weite Strecken zwischen seinen Brutquartieren und seinen Winterquartieren in Afrika südlich der Sahara zurücklegt. Der Weißstorch ist ein Segelflieger, der zum Zug warme Aufwinde (Thermik) nutzt. Da über dem Wasser keine Thermik entsteht, umfliegt der Weißstorch das Mittelmeer in der Regel, um nach Afrika zu gelangen. In Ausnahmefällen kann er Wasserflächen aber auch über große Distanzen im Schlagflug überwinden.
So ziehen die „Oststörche“ über den Bosporus, das Jordantal und die Sinaihalbinsel nach Afrika. Sie ziehen das Niltal hinauf bis in den Sudan. Von dort geht der Zug weiter in Richtung Ostafrika. Die Winterquartiere der Oststörche befinden sich in Ost- bis Südafrika. Dabei legen sie eine Entfernung von etwa 10.000 km zurück. Für diese Strecke benötigen sie ein bis anderthalb Monate.
Der Flug in Richtung Süden wird meist Mitte bis Ende August angetreten, wobei die Jungstörche ein bis zwei Wochen früher als die Altvögel starten. Der Rückflug beginnt in Afrika Mitte Februar, die Rückkehr erfolgt meist Anfang März bis Anfang April.
Die Zugscheide verläuft etwa vom Alpennordrand über Lech, Regnitz, Kyffhäuser, den Südwesten des Harzes, Osnabrück bis zum IJsselmeer. Die so genannten „Weststörche“ fliegen bei Gibraltar über das Mittelmeer, um in Westafrika vom Senegal bis zum Tschadsee den Winter zu verbringen. Die Westzieher sind im Frühjahr eher in den Brutgebieten zurück als die Ostzieher (die Mehrzahl der in Brandenburg und Osteuropa nistenden Weißstörche), die über die Türkei nach Afrika ziehen.
Es gibt zahlreiche Variationen zwischen reinen Westrouten- und Ostroutenziehern. Nur wenige Vögel nehmen die mittlere Zugroute über Italien nach Tunesien.
Eine zunehmende Anzahl westziehender Störche aus Mitteleuropa verkürzt die Reiseroute und verbleibt für den Winter auf der Iberischen Halbinsel und in Nordafrika, wo sich die Tiere im Bereich menschlicher Ansiedlungen aufhalten und ihre Nahrung vor allem an Mülldeponien finden. Immer wieder verbleiben Störche auch über die Winterzeit in ihren Sommerstandorten. Bisher handelte es sich dabei in den meisten Fällen um ausgewilderte Tiere, die auf Grund von Verletzungen an den Menschen gewöhnt waren und ein gestörtes Zugverhalten aufwiesen; daher war oft eine Hege dieser einzelnen Tiere auch weiterhin über den Winter notwendig. Zuletzt wurden aber auch zunehmend echte Überwinterer beobachtet, so im Winter 2014/15 im Main-Kinzig-Kreis sechs Brutpaare und im Winter 2018/19 bis zu 120 Tiere um Büttelborn. In der Schweiz betrug die Zahl der Überwinterer 2023 bereits ungefähr 650 Störche und damit ein Drittel der Storchenpopulation, wobei aufgrund der relativ milden Winter der Anteil der Überwinterer besonders in der Region Basel hoch ist.

## Bestandsentwicklung

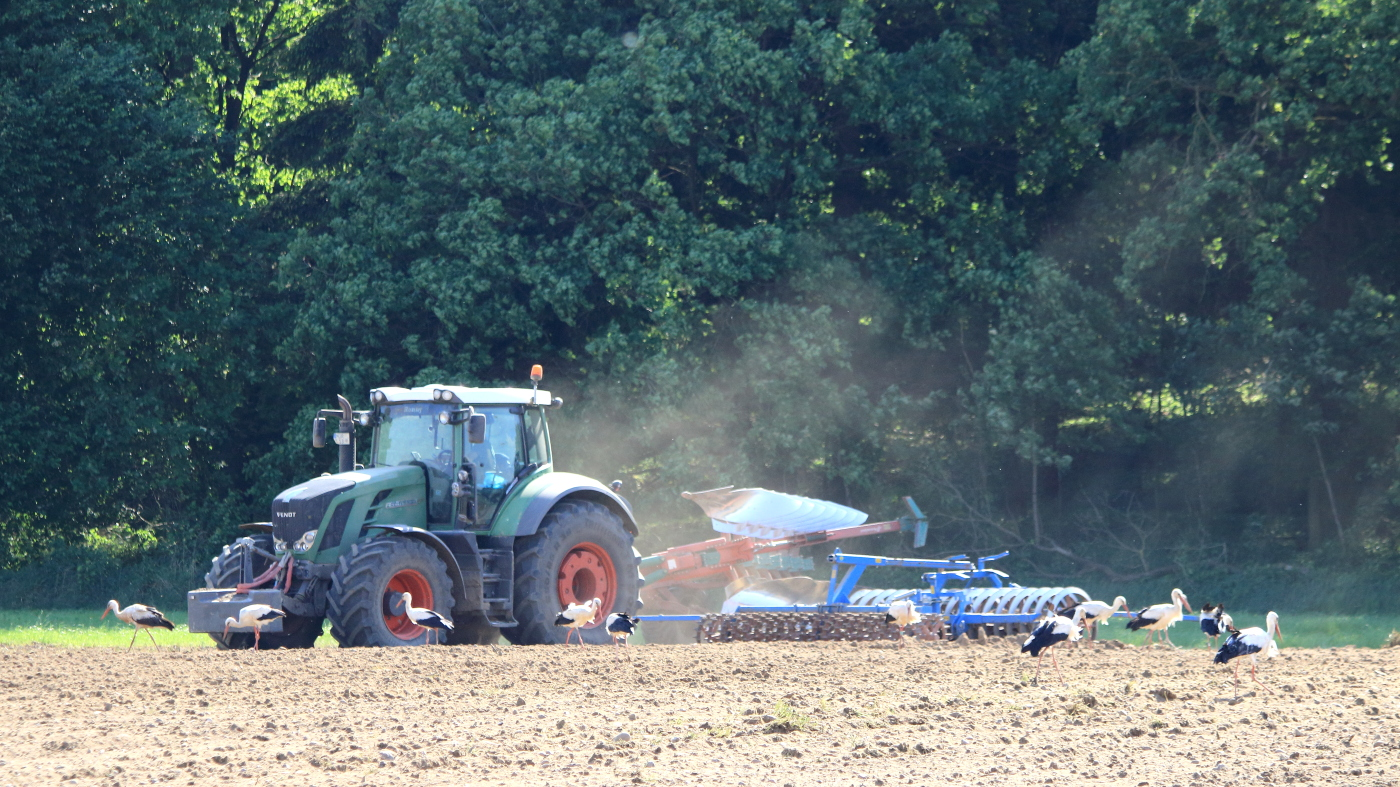
Weißstörche beim „Ackern“ in Mecklenburg

Seit Mitte der 1980er Jahre ist der weltweite Bestand an Weißstörchen stark angestiegen, was durch Storchenzählungen sehr gut dokumentiert ist. Gebiete, aus denen der Weißstorch verschwunden war, konnten wiederbesiedelt werden. In Österreich und der Schweiz sind die Weißstorchenbestände heute größer als zur Zeit der ersten Zählung 1934.
Der Weißstorch war seit dem Mittelalter im gesamten Mitteleuropa ein verbreiteter Brut- und Sommervogel. Im Zuge der Industrialisierung kam es jedoch zu großen Bestandsrückgängen. Zu den Gründen zählen wahrscheinlich das Trockenlegen von Feuchtgebieten, die Umwandlung von Wiesen in Felder sowie Stromschläge durch Freileitungen (vgl. Vogelschlag). Insbesondere die Populationen der nach Westen ziehenden Weißstörche sind zum Teil bis auf lokale Restbestände eingebrochen. Durch Auswilderung wurden diese Restbestände gestützt, was dazu geführt hat, dass sich im Westen Mitteleuropas zunehmend Standvögel aufhalten, die teilweise von Fütterungen durch den Menschen abhängig sind.
Im Jahr 1934, bei der ersten internationalen Storchenzählung, gab es auf dem Gebiet des heutigen Deutschlands etwa 9000 Storchenpaare, 1959 waren es 4800. In der zweiten Hälfte der 1980er Jahre wurde mit 2949 Paaren ein Tiefststand erreicht. Zu Beginn des dritten Jahrtausends brüten in Deutschland wieder etwa 4500 Storchenpaare. Hinzu kommen ca. 400 Paare, die in Tierparks, Vogelpflegestationen oder deren Umgebung etc. brüten und sich dort aus dem Futterangebot ernähren. Diese futterabhängigen Paare werden gesondert aufgeführt. Noch 2004/05 nisteten 90 % der fast 4500 Storchenpaare in Deutschland in den neuen Bundesländern, in den 1950er Jahren lag dieser Anteil bei 50 %. Seither erholen sich die Populationen in Westdeutschland deutlich, während sie in Ostdeutschland stagnieren und teilweise, wie in Mecklenburg-Vorpommern, sogar rückläufig sind. Im Jahre 2018 brüteten zwei Drittel der mittlerweile 6900 Storchenpaare in Westdeutschland. Untersuchungen weisen darauf hin, dass der Populationsanstieg in (Ost-)Deutschland weniger aus dem eigenen Bestand begründet ist, sondern hauptsächlich ein Resultat von Zuwanderung aus Osteuropa ist. In der Roten Liste der Brutvögel Deutschlands von 2020 wird die Art in der Kategorie V (Vorwarnliste) geführt.
Eine seit 2005 vermehrt auftretende Übersterblichkeit von Altvögeln und Bruten des Weissstorchs konnte auf den Erreger der Aspergillose zurückgeführt werden. Durch diese Pilzinfektion der Lungen kam es insbesondere bei den Ostroutenziehern wiederholt zu Populationseinbrüchen von über 30 %. Die Infektanfälligkeit der Küken gegenüber den Pilzen ist im ersten Drittel ihrer Nestlingszeit besonders hoch.
Für die Ermittlung des deutschen Weißstorchbestandes hat der NABU die „Bundesarbeitsgruppe Weißstorchschutz“ gegründet, die in einem jährlich erscheinenden Bericht die Bestandszahlen veröffentlicht. Seit 2008 hat sich der Storchenbestand in Deutschland von 4297 Brutpaaren auf 6302 (2016) erhöht. Man kann deshalb davon ausgehen, dass sich der ökologische Zustand des Lebensraumes des Weißstorches merklich verbessert hat. Im Jahre 2021 haben mehr als 7500 Weißstorchpaare in Deutschland gebrütet.
In der Schweiz gab es um 1900 etwa 140 Brutpaare. Der Bestand nahm aber in der ersten Hälfte des 20. Jahrhunderts immer mehr ab, so dass 1950 keine Störche mehr in der Schweiz brüteten. Durch Auswilderung (auf Initiative von Max Bloesch, der als „Storchenvater“ bekannt wurde) und Schutz war der Bestand bis 2005 jedoch wieder auf 211 Paare angestiegen. In den Jahren 2013 bis 2016 lag der Weißstorch-Bestand bei 370 bis 460 Paaren und damit ungefähr drei Mal so hoch wie um 1900.
In Österreich finden sich die größten Brutbestände im Burgenland und im Marchfeld entlang der Donau. In den letzten Jahrzehnten bemüht man sich verstärkt um den Schutz des Weißstorchs. Speziell im Marchfeld kehren die Störche wieder auf Nistplätze auf Bäumen in freier Natur zurück, wie etwa in Marchegg, während im Burgenland Nester auf Hausdächern zum Ortsbild vieler Orte gehören, so in der Stadt Rust, wo es im Jahr 2008 16 Paare mit insgesamt 38 Jungen gab. Die erste Bestandserhebung wurde in Österreich 1934 durchgeführt und ergab 119–130 Brutpaare. Während es 1987 nur 276 Paare waren, brüteten im Jahr 2004 in Österreich wieder 392 Paare. Für das Jahr 2021 gibt das Weißstorchmonitoring von BirdLife Österreich 420 Brutpaare an.
Polen gilt als das Land der Störche. Im Jahre 2004 wurden dort ca. 52.500 Paare gezählt. Das entspricht ungefähr einem Viertel des weltweiten Bestandes. Die polnische Umweltschutzorganisation Pro Natura ist der Meinung, dass sich das nicht allzu schnell ändern wird, denn in Polen, insbesondere in Masuren (im Nordosten Polens), haben die Störche ideale Lebensbedingungen.
Seit Mitte der 1980er Jahre steigt der Bestand an Weißstörchen in den meisten Brutgebieten innerhalb Europas wieder an. Einige Gebiete, aus denen der Weißstorch verschwunden war, konnten, teilweise unter Mithilfe des Menschen, neu besiedelt werden. Der V. Internationale Weißstorchzensus 1994/95 ergab einen Weltbestand des Weißstorchs von etwa 166.000 Paaren. Das ist ein Anstieg von 23 % gegenüber 1984. Der VI. Internationale Weißstorch-Zensus 2004/05 wurde wieder vom NABU (Michael-Otto-Institut im NABU in Bergenhusen) koordiniert. Die vorläufigen Ergebnisse ergaben einen weiteren Bestandsanstieg von 39 %, so dass der Weltbestand derzeit auf etwa 230.000 Paare geschätzt werden kann. Die IUCN stuft den Weißstorch deswegen als „nicht gefährdet“ ein.
Auf den britischen Inseln, wo seit etwa 600 Jahren keine brütenden Störche beobachtet wurden, wird durch Naturschutzorganisationen versucht, den Weißstorch wieder heimisch zu machen. Im März 2014 wurde in der Grafschaft Norfolk ein nistendes Storchenpärchen entdeckt. Der erste Weißstorchen-Nachwuchs in freier Wildbahn wurde im Jahr 2020 in West Sussex registriert.

## Unterarten
Es sind zwei Unterarten bekannt:
- C. c. asiatica Severtsov, 1873[38] – Diese Unterart kommt in Zentralasien vor.
- C. c. ciconia (Linnaeus, 1758)[39] – Die Nominatform kommt in Europa, dem westlichen Teil Asiens, im Mittleren Osten und im nördlichen bis südlichen Afrika vor.

## Bastardisierungen
Hybriden zwischen Schwarz- und Weißstorch bilden intermediär unterschiedliche Gefiederfärbungen aus; über ihre Fertilität ist nichts bekannt. Zuerst waren solche Artkreuzungen nur aus den Zoos von Basel, Köln und Tallinn bekannt. In freier Natur wurde eine Verpaarung eines männlichen Weißstorchs mit einem Schwarzstorchenweibchen 2023 an einem Nest bei Lüder beobachtet. Das Paar zog zwei Jungtiere auf. Es wurde berichtet, dass die Schwarzstörchin bereits in den Jahren zuvor Anschluss zu Weißstörchen gesucht hatte.

## Rezeption

### Bibel
Da viele „Oststörche“ über den Nahen Osten nach Afrika ins Winterquartier ziehen, ist es nicht verwunderlich, dass der Storch auch viermal in der Bibel erwähnt wird. In Lev 11,19   und in Dtn 14,18  wird er den unreinen Tieren zugerechnet, deren Genuss Juden untersagt ist. In Ps 104,17  wird erwähnt, dass Störche sich auf hohen Bäumen niederlassen. In Jer 8,7   wird betont, dass der Storch seine Abflug- und Wiederkehrzeiten genau kenne, und so ein Hinweis auf sein Zugvogelverhalten gegeben.

### Filme
Im Animationsfilm Störche sind der Antagonist Hunter, der Protagonist Junior und die meisten seiner Arbeitskollegen Weißstörche, ebenso der erst im Verlauf des Filmes auftauchende Storch Jasper.

### Gedichte
Eduard Mörikes Gedicht Die Storchenbotschaft wurde von Hugo Wolf vertont.

### Gemälde
Carl Spitzweg lässt in seinem Gemälde Der Klapperstorch den Weißstorch ein Baby tragen.

Gemälde von Carl Spitzweg: Der Klapperstorch, 1885 (Ausschnitt)

### Märchen und Sagen
Nach europäischen Sagen überbringt der Storch die Säuglinge. Mit seinem Märchen Die Störche machte Hans Christian Andersen diese Idee sehr populär. Nach deutscher Folklore überbringen Störche Babys, die sie in Höhlen oder Sümpfen gefunden haben, in einem Korb an die Mütter oder lassen sie durch einen Schornstein fallen. Süßigkeiten auf dem Fensterbrett für die Störche sollten dabei helfen, den Kinderwunsch zu erfüllen. Diese Folklore hat sich weltweit – auch bis nach Südamerika und zu den Philippinen – verbreitet.
Der Storch hat zu weiteren Sagen und inspiriert:
- Vielerorts gilt der Weißstorch als Glücksbringer.
- Im Volksglauben galt der Storch als unverletzlich.[43]
- Im Elsass werden die ebenfalls vom Storch überbrachten Kinder nur abgesetzt, wo der Storch noch Elsässisch reden hört, „wie d’r Schnawwel g’wachse isch“; sonst fliegt er weiter. Im übrigen Frankreich kommt der Weißstorch hauptsächlich als Durchzieher vor und brütet nur selten. Entsprechend gilt er dort auch nicht als Bringer der Kinder.
- Im Baltikum deutet man den Überflug eines Storches direkt über den Kopf einer jungen Frau als Hinweis auf eine Schwangerschaft.
- In Thüringen übernimmt der Storch die Aufgaben des Osterhasen.
- Der Storch erscheint auch in einer Reihe von Märchen und Fabeln, beispielsweise in Jean de La Fontaines Der Fuchs und der Storch. Der Fabelname des Storchs lautet „Adebar“. Häufig wird er auch als „Meister Adebar“ angesprochen.
- Der Storch hat die Titelrolle in Wilhelm Hauffs Kunstmärchen Kalif Storch.

### Weiteres
- Auf den slowenischen Euromünzen zu 1 Cent und den früheren 20-Tolar-Stücken findet sich die Abbildung eines Storches.
- Für mehrere europäische Länder wurde eine hohe Korrelation zwischen der Anzahl der Storchenpaare und der Geburtenrate berechnet. Dies ist ein Paradebeispiel für eine Scheinkorrelation, das in Lehrbüchern der Statistik auftaucht.
- Der Asteroid des äußeren Hauptgürtels (8601) Ciconia ist nach dem Weißstorch benannt (wissenschaftlicher Name: Ciconia ciconia). Zum Zeitpunkt der Benennung des Asteroiden am 2. Februar 1999 befand sich der Weißstorch auf der niederländischen und europäischen Roten Liste gefährdeter Vögel.[44]
- Nach dem Weißstorch ist die portugiesische Fähre Cegonha Branca benannt.

## Siehe auch

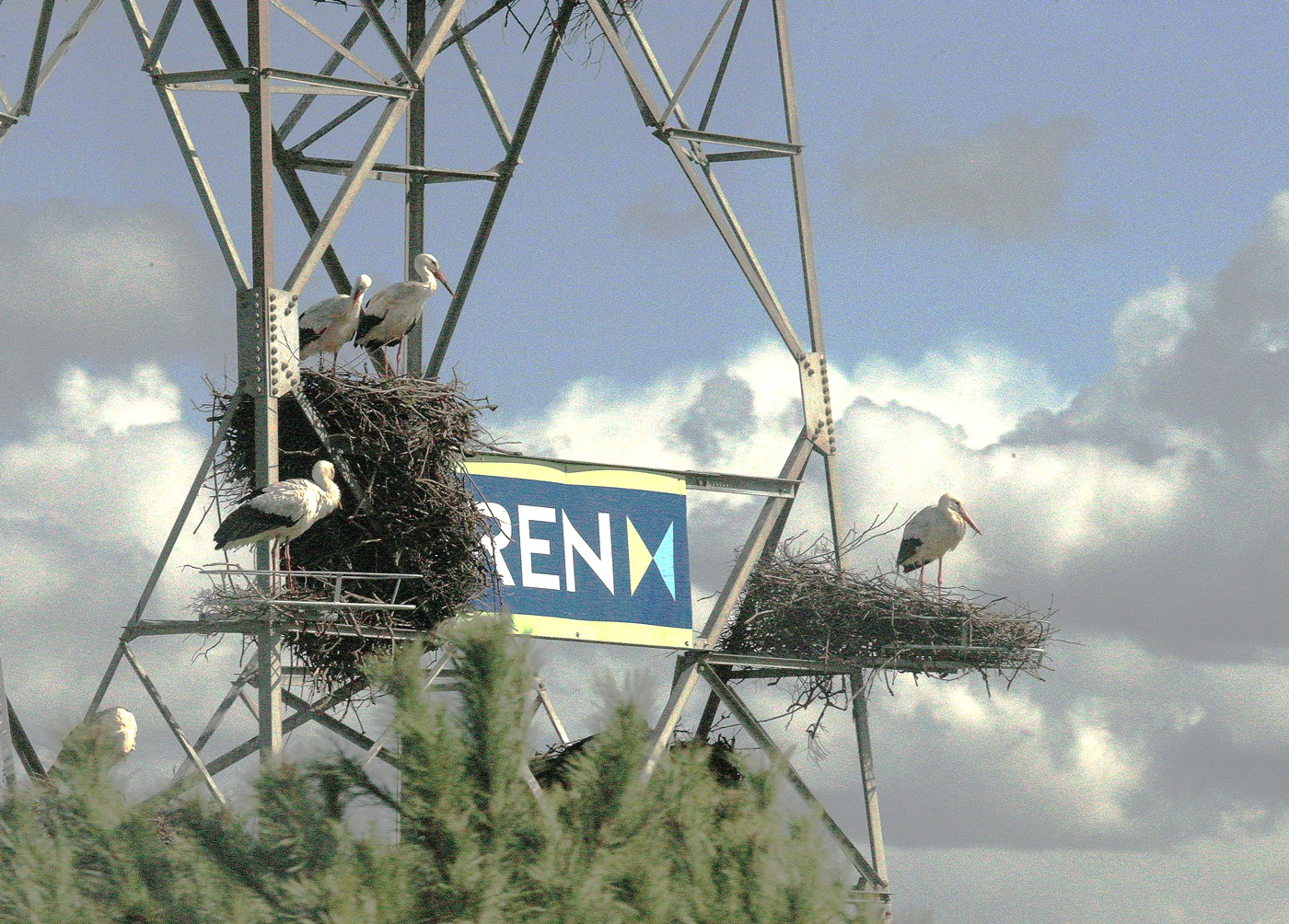
„Wohngemeinschaft“ von Weißstörchen im Alentejo

## Sonstiges
- Ausstellung: „Der Weißstorch – Vogel des Jahres 1994 – in Ostpreußen und Deutschland“, Ostpreußisches Landesmuseum, Lüneburg, 20. Mai – 24. Juli 1994